# Каникулы Гегеля (группа)
Каникулы Гегеля — российская рок-группа, основанная Александром Строевым (основатель клуба АРТ’ЭРИА). История группы началась в Москве в феврале 1998 года, когда была осуществлена первая запись коллектива на Малой сцене театра на Таганке.

## Название и атрибутика
Название группы связано с именами двух великих людей — творца немецкой классической и романтической философии, Георга Гегеля и ярчайшего представителя поэтического сюрреализма, Рене Магритта. Увлеченные поиском визуального воплощения закона единства и борьбы противоположностей, участники группы наткнулись на одну из самых удивительных и непостижимых картин Магритта, которая так и называлась «Каникулы Гегеля». В попытке связать Гегеля, раскрытый зонт и стакан воды воедино, получаем алогичность, то есть отсутствие Гегеля или его «каникулы» — мудрая арт-шутка Магритта. Графическое переложение картины стало главным атрибутом группы, создающей «музыку для отдыха умных людей».

## История
- 18 февраля 1998 года на вечере памяти Александра Башлачёва состоялось первое выступление группы.
- 2000 год — «Каникулы Гегеля» стали лауреатом всероссийского фестиваля акустического рока «Единение».
- 2001—2002 — перерыв в концертной деятельности, во время которого Александр Строев, живший в США, дает около десяти сольных концертов для русскоязычной эмиграции в штатах Вашингтон и Орегон, в том числе в частном концертном зале для компании «Майкрософт».
- С 2003 года группа «Каникулы Гегеля» возобновила концертную деятельность под девизом «Обет немолчания».

Площадки и клубы, где выступала группа: клуб «Б-2», «Запасник», клуб «Ю-ту», клуб «Швайн», кинотеатр «Тула», кинотеатр «Улан-Батор» (гала-концерт фестиваля акустического некоммерческого рока «Единение»), Дом-музей Станиславского, театральный музей Бахрушина, клуб «Третий Путь», Большой зал Политехнического музея, клуб «Арт’эриа», клуб «Форпост», стадион «Динамо» (на празднике газеты «Московская правда»); клубы «Сайгон» и «Котел» (Санкт Петербург), на закрытии телевизионного фестиваля «Братина» (Сергиев Посад), клуб «Меццо Форте», Международный Дом Музыки, Малая сцена театра «Содружество актеров Таганки», бард-кафе «Гнездо Глухаря», клуб «Маяк», «Р-Клуб», Интернет-клуб «Скрин».
Песни звучали на радиостанциях «Арсенал», «Маяк», «Аврора» (США, Сиэтл), «Культура».

## Состав группы
- Строев Александр — текст, музыка, акустическая гитара, губная гармошка, вокал
- Воронков Алексей — аранжировка, клавишные
- Мызиков Николай — контрабас, бас-гитара
- Иваков Дмитрий — ударные
- Кудрявцева Юлия — скрипка

## Участники в разные годы
Миткевич Александр — труба (группа «Тинтал»)

Прописнов Александр — электрогитара, акустическая гитара

Клопов Денис — glasharp (стеклянная арфа)

Цеге Тимур — электрогитара

Ильицкий Константин — скрипка
Струнный квартет:

Свистунов Олег — 1-я скрипка

Енджиевская Олеся — 2-я скрипка

Гладкова Маргарита — альт

Тихонова Анна — виолончель
Никольский Николай — звукорежиссёр, Студия «Escape»
Играли с группой:

Данилов Глеб — перкуссия

Николаев Дмитрий — ударные

Раев Андрей — кларнет

Стрельников Егор — гусли

Бобков Сергей — альт

Демиденко Андрей — клавишные

Ситников Дмитрий — акустическая гитара

Благовещенский Сергей — валторна

Четвериков Евгений — ударные

Сергомасова Валентина — скрипка

Мендерова Надежда — 1-я скрипка

Верма Софья — 2-я скрипка

Козырева Елена — виолончель

Стекольщикова Анастасия — альт

## Дискография
| Год  | Название        | Комментарий |
| ---- | --------------- | --- |
| 2009 | «Не кантовать!» | 1-й студийный альбом, состоящий из 10 композиций: - Красивые люди - О странном - Одиссея - Блесна - Звезда - Безалкогольная женщина - К Сове - Крестоцвет - Ночная музыка - Петр и Февронья |

## Участники о группе и творчестве
Александр Строев: Искусство преследует разные цели, в одном случае его предназначение развлекать, в другом заставлять задуматься, в третьем умиротворять и приносить утешение. Наш случай и путь, я думаю, именно третий. Но если то, что ты делаешь не способно поселяться в сердце и памяти зрителя, слушателя или читателя, лучше отказаться от этой затеи. Все проверяется временем. И время говорит нам, что в том, что мы делаем, пока ещё есть смысл.

Алексей Воронков: Мне кажется очень важным и далеко не случайным, что за эти годы в «Каникулах Гегеля» играло столько прекрасных музыкантов с самыми разными стилистическими предпочтениями и пристрастиями, при этом каждый из них привносил и в звучание, и в концепцию группы что-то своё. Возможно, кому-то это покажется излишней эклектичностью, стремлением «угодить всем», но я всё же думаю, что при всех разнообразных исканиях одно всегда оставалось неизменным — настроение, живущее в Сашиных песнях.
Я бы назвал музыку «Каникул» «музыкой для отдыха умных людей». Мне кажется, именно в этом её смысл, и именно это мы постарались зафиксировать в этом альбоме. И символично, что наряду с новыми людьми, сотрудничество с которыми началось на записи этого альбома, в работе над ним приняли участие многие из тех, кто играл с нами раньше. 